# Caída de Kismayo
La Caída de Kismayo ocurrió el 1 de enero de 2007, cuando los militares del Gobierno Transicional de Somalia y tropas etíopes entraron en la ciudad somalí de Kismayo sin oposición. Esto ocurrió después de que las fuerzas de la Unión de Cortes Islámicas se tambalearan y huyeran en la Batalla de Jilib, abandonando su último bastión.